# Dion Kacuri
Dion Kacuri (* 11. Februar 2004 in Baden) ist ein Schweizer Fussballspieler.

## Karriere
Kacuri begann seine Laufbahn in der Jugend des Grasshopper Club Zürich. Im September 2020 spielte er erstmals für die zweite Mannschaft in der viertklassigen 1. Liga. Dies blieb jedoch sein einziger Einsatz für die Reserve in der COVID-bedingt vorzeitig beendeten Spielzeit 2020/21. Im Sommer 2021 wurde er in das feste Kader der zweiten Mannschaft befördert. Am 31. Oktober 2021, dem 12. Spieltag der Saison 2021/22, gab der Mittelfeldspieler beim 3:1-Sieg gegen den FC Sion schliesslich sein Debüt für die erste Mannschaft in der erstklassigen Super League, als er wenige Minuten vor Spielende für Kaly Sène eingewechselt wurde. In den folgenden Jahren spielte er immer regelmäßiger für die 1. Mannschaft.
Anfang Februar 2024 wechselte er ligaintern zum FC Basel und unterschrieb dort einen langfristigen Vertrag bis Sommer 2028. Bis zum Saisonende kam er in elf Ligaspielen zum Einsatz. Für die anschliessende Spielzeit 2024/25 verlieh ihn der Verein an den Ligakonkurrenten Yverdon Sport FC, um dort regelmässige Spielpraxis zu erhalten.